# Жоржи Кабрал
Жорже Кабрал (порт. Jorge Cabral) (1500—15??) — португальский военачальник, 16-й губернатор Португальской Индии с 1549 по 1550 год.

## Биография
Жорже Кабрал был сыном Жуана Фернандеша Кабрала (порт. João Fernandes Cabral), сеньора де Азурара (порт. Senhor de Azurara), и Жоаны де Каштру (порт. Joana de Castro). Приходился племянником Педру Алварешу Кабралу.
Женой Жорже Кабрала стала Лукреция Фиалью (порт. Lucrécia Fialho), первая жена губернатора Португальской Индии, чтобы ужиться в этой стране. Он боролся в течение многих лет в Индии, прежде чем стал губернатором после смерти Гарсии де Са (порт. Garcia de Sá).